# كيفن تومسون (كرة سلة)
كيفن تومسون (بالإنجليزية: Kevin Thompson)‏ مواليد 7 فبراير 1971 في وينستون-سالم، هو لاعب كرة سلة أمريكي معتزل. بدأ مسيرته الاحترافية في سنة 1993. تم اختياره من قبل فريق بورتلاند ترايل بلايزرز خلال الدرافت. حمل الرقم 35. يبلغ طوله 6 قدم 11 بوصة (2.1 م). اعتزل اللعب في 2008.

## المسيرة الاحترافية
لعب مع بورتلاند ترايل بلايزرز في موسم 1993–1994، ثم لعب مع فيكتوريا يبرتاس بيزارو في الدوري الإيطالي من سنة 1995 إلى 1997، ثم لعب مع بشكتاش لكرة السلة في الدوري التركي من سنة 1997 إلى 1999، ثم لعب مع فيولا ريدجو كالابريا في الدوري الإيطالي في موسم 1999–2000، ثم لعب مع نادي قصرش لكرة السلة في الدوري الإسباني في سنة 2003، ثم لعب مع نادي بلد الوليد لكرة السلة في موسم 2003–2004.

## روابط خارجية
- كيفن تومسون على موقع إن بي أي (الإنجليزية)
- كيفن تومسون على موقع سبورتس رفرنس (الإنجليزية)
- كيفن تومسون على موقع الدوري الإسباني لكرة السلة (الإسبانية)
- كيفن تومسون على موقع كرة السلة الأوروبية.كوم (الإنجليزية)
- كيفن تومسون على موقع كلية كرة السلة في سبورتس رفرنس.كوم (الإنجليزية)
- كيفن تومسون على موقع ريلجم (الإنجليزية)
- كيفن تومسون على موقع بروبوليرز (الإنجليزية)
- كيفن تومسون على موقع سبورتس رفرنس (الإنجليزية)